# Spurius Fabius Nymphodotus
Spurius Fabius Nymphodotus war ein antiker römischer Toreut (Metallbildner), der in der zweiten Hälfte des 1. Jahrhunderts tätig war.
Spurius Fabius Nymphodotus ist heute nur noch aufgrund eines Signaturstempels auf einer Badeschale aus Bronze bekannt. Sie befindet sich heute im Archäologischen Museum der Stadt Frankfurt am Main.

## Einzelbelege
1. ↑  Inventarnummer β 437; Richard Petrovszky: Studien zu römischen Bronzegefäßen mit Meisterstempeln. Leidorf, Buch am Erlbach 1993, S. 259, Nr. F.02.01.

| Personendaten    | Personendaten                              |
| ---------------- | ------------------------------------------ |
| NAME             | Fabius Nymphodotus, Spurius                |
| ALTERNATIVNAMEN  | Nymphodotus, Spurius Fabius                |
| KURZBESCHREIBUNG | antiker römischer Toreut                   |
| GEBURTSDATUM     | 1. Jahrhundert v. Chr. oder 1. Jahrhundert |
| STERBEDATUM      | 1. Jahrhundert oder 2. Jahrhundert         |